# Spathius matthewsi
Spathius matthewsi är en stekelart som beskrevs av Mark Deyrup 1979. Spathius matthewsi ingår i släktet Spathius och familjen bracksteklar. Inga underarter finns listade i Catalogue of Life.